# Epistemisk orättvisa
Epistemisk orättvisa uppstår när en persons kunskap nedvärderas på grund av vem personen är. Det inkluderar uteslutning, tystnad, systematisk förvrängning eller felaktig framställning av ens vittnesmål, orättvisa skillnader i auktoritet och obefogad misstro.
Den brittiska filosofen Miranda Fricker myntade termen 1999. Enligt Fricker finns det två typer av epistemisk orättvisa: vittnesorättvisa och hermeneutisk orättvisa. Båda typerna av epistemisk orättvisa bidrar till att vissa människors röster och kunskap systematiskt ignoreras eller förminskas. 
Besläktade begrepp inkluderar epistemiskt förtryck och epistemiskt våld.

## Vittnesorättvisa
Detta inträffar när någons vittnesmål eller uttalanden orättvist undervärderas eller ifrågasätts på grund av fördomar. Till exempel kan en person bli mindre trodd på grund av sitt kön, sin etnicitet eller sin klasstillhörighet.

## Hermeneutisk orättvisa
Detta uppstår när det finns en brist i det gemensamma förståelsenätverket, vilket gör att en individ eller grupp inte kan uttrycka eller förstå sina egna upplevelser på ett adekvat sätt. Marginaliserade grupper kan sakna de begreppsliga verktygen eller språket för att beskriva sina erfarenheter, vilket gör att deras perspektiv förbises eller misstolkas.

## Utvalda teoretiker
- Miranda Fricker
- José Medina
- Kristie Dotson
- Elizabeth S. Anderson
- Charles Mills
- Boaventura de Sousa Santos
- Sabelo J. Ndlovu-Gatsheni